# Aleksandr Szuwajew
Aleksandr Dmitrijewicz Szuwajew (ros. Алекса́ндр Дми́триевич Шува́ев; ur. 26 listopada?/8 grudnia 1886 w Nowoczerkasku, zm. grudzień 1943) − rosyjski i radziecki wojskowy, komandarm 2 rangi, podpułkownik armii Imperium Rosyjskiego. Syn Dmitrija Szuwajewa, ministra wojny Imperium Rosyjskiego.

## Życiorys
Od 1904 w wojsku. Zawodowy oficer armii carskiej. Dosłużył się stopnia podpułkownika. Walczył w czasie I wojny światowej. Po rewolucji październikowej 5 grudnia  1918 był w ramach mobilizacji wcielony do Armii Czerwonej i wyznaczony szefem sztabu Dywizji Pietrogradzkiej. Później był szefem sztabu Północnej Grupy Frontu Zachodniego. W czasie wojny polsko-bolszewickiej szef sztabu 4 Armii w okresie 18 czerwca − 31 lipca 1920, po ranieniu Siergiejewa, objął dowództwo 4 Armii od 31 lipca do 17 października 1920.  Był szefem sztabu 4 Armii od 1 do 18 listopada 1920. Prowadził operację na Wilno i Grodno. W operacji warszawskiej jego armia zajęła Łomżę, Ostrołękę i wyszła na linię Wisły na północny zachód od Warszawy. Dowodził nieudolnie, rozciągnął dywizje Armii na szerokim froncie, przez co utracił drogi zaopatrzenia. Pod Ciechanowem jego sztab Armii został rozbity, stracił radiostację, w wyniku czego 4 Armia utraciła łączność ze sztabem Frontu Zachodniego w Mińsku. Utrata radiostacji doprowadziła do wykonywania działań niezgodnych z decyzjami Michaiła Tuchaczewskiego. Gdy otrzymał informacje o polskiej ofensywie wydał rozkaz odwrotu, po czym porzucił wojska i uciekł ze sztabem do Wilna. 4 Armia poniosła olbrzymie straty, większość wojsk 4 Armii przekroczyła granicę i w Prusach Wschodnich była internowana. Po odtworzeniu przez Tuchaczewskiego 4 Armii we wrześniu 1920 powierzono mu dalej dowodzenie armią, z zadaniem odbicia Brześcia nad Bugiem z rąk Polaków. Zadania tego nie wykonał − poniósł porażkę, a jego kwatera 26 września 1920 została rozbita. Ponownie opuścił wojsko i udał się na tyły.
Po klęskach na polskim froncie był szefem sztabu Frontu Turkiestańskiego, szefem sztabu Bucharskiej Armii Czerwonej, szefem sztabu Piotrogradzkiego OW.
W 1937 aresztowany za tzw. „antysowiecką agitację”, sądzony i skazany na 8 lat obozu (łagru). Karę odbywał w Komi w Autonomicznej Republice ZSRR. Wypuszczony z łagru 21 października 1943 w związku ze śmiertelną chorobą. Przeżył dwa miesiące.
Rehabilitowany 20 października 1956 r.